# RPC Londrina
RPC Londrina é uma emissora de televisão brasileira pertencente sediada em Londrina, cidade do estado do Paraná. Opera no canal 3 (42 UHF digital), e é afiliada à TV Globo. Integra a RPC, rede de televisão paranaense pertencente ao GRPCOM, e transmite sua programação para 52 municípios.

## História
Em agosto de 1959, a Televisão Brasileira tinha apenas 9 anos e Assis Chateaubriand já planejava construir em Londrina, a primeira emissora de televisão do interior do país. Chateaubriand, diretor-presidente dos Diários e Emissoras Associadas, veio a Londrina a convite de Horácio Coimbra (na época diretor da Companhia Cacique de Café Solúvel) e foi categórico quando chegou à cidade: "Vou instalar aqui, a primeira televisão do interior do País.".
A concepção do projeto aconteceu em 31 de outubro, quando realizou-se a Assembléia de Constituição da empresa, então denominada Rádio Televisão Coroados S/A. O nome “Coroados” foi escolhido para homenagear os índios Kaingang que ocupavam a região onde foi erguida a cidade de Londrina.
Tinha por objetivo o "estabelecimento de serviços de radiodifusão e de televisão, em todas as modalidades", com capital social no valor de CR$ 500 000,00 (quinhentos mil cruzeiros). A primeira diretoria era composta por Edmundo Monteiro (diretor-presidente) e Adherbal Stresser (diretor-superintendente), o conselho fiscal tinha Américo Palhares; Renato Lombardi e Benedito Santos, os suplentes eram Osório Monteiro; Godofredo Amaral Penteado e Joaquim de Mattos Gurgel. Acionistas fundadores: Francisco de Assis Chateaubriand Bandeira de Melo, Edmundo Monteiro, Armando Simoni Pereira, Armando Oliveira, Horácio Sabino Coimbra, Hélio Dias de Moura, Adherbal Stresser, Ronald Sanson Stresser, Alberto Maluf e José Paranhos do Rio Branco, quinhentas ações no valor nominal de CR$ 1 000,00. Assis Chateaubriand tinha trezentas ações e os demais, vinte e cinco cada um.
Da ideia, na época considerada irreal por muitos, para a concretização, não foram necessários mais do que três anos. José Arrabal, que depois se tornou o primeiro diretor da TV Coroados, escolheu o terreno onde a emissora está instalada até hoje, a Avenida Tiradentes. O lançamento oficial do projeto que ocorreu no dia 20 de Janeiro de 1960, no Hotel Monções, em Londrina. Entre os presentes estava o senhor José Arrabal, o primeiro diretor comercial e geral da Coroados.
A parte burocrática estava pronta, era hora de sair da prancheta e partir para a obra. As instalações da emissora deveriam ser abrigadas num prédio próprio, para o projeto definiu-se que não seriam feitas improvisações e adaptações como havia ocorrido em outras emissoras. O local escolhido é sede da emissora até hoje, Avenida Tiradentes, que na época era repleta de cafezais e tinha ainda poucas construções. O diretor da TV, Ronald Sanson Stresser ficou encarregado da construção e montagem da emissora, Ronald também dirigiu a emissora, juntamente com seu pai, o jornalista Adherbal Stresser. A construção dividia-se em dois lances de um e dois pavimentos. O primeiro abrigava a administração, serviços auxiliares e estúdio comum. O segundo constava do estúdio principal, destinado a grandes montagens e auditório, camarins e área técnica. Foi no estúdio principal que aconteceram os programas ao vivo que marcaram a história da TV Coroados. O alcance inicial seria o norte do Paraná e o sul de São Paulo, com especial rendimento entre Cornélio Procópio e Maringá.
A inauguração da TV Coroados aconteceu em 21 de setembro de 1963, quando as primeiras imagens da emissora foram ao ar às 18 horas no canal 3 de Londrina. Inicialmente foi mostrado filme com as imagens da inauguração.
Assis Chateaubriand não pôde comparecer na inauguração, mas estavam presentes o arcebispo D. Geraldo Fernandes, que pouco depois teria programa semanal, "A Voz do Pastor"; o prefeito da cidade Milton Menezes; os diretores da emissora; entre outras personalidades locais.
Ao ser inaugurada, a TV Coroados já estava no ar há mais de um mês, em caráter experimental, exibindo filmes e musicais. No dia da inauguração, o primeiro programa entrou no ar às 18 horas. Horas antes, precisamente às 10h50min, o então prefeito de Londrina, Milton Menezes descerrou uma placa de bronze no hall de entrada da TV, em homenagem a Francisco de Assis Chateaubriand Bandeira de Melo, fundador da emissora, que se tornara uma das primeiras emissoras de televisão do interior do Brasil. A estreia da TV acabou atraindo muita gente interessada em fazer testes para participar dos programas. Na época, os comerciais eram feitos ao vivo nos estúdios e todo mundo sonhava em se tornar artista.
A inauguração ganhou destaque de página principal do jornal Folha de Londrina no dia seguinte, 22 de setembro, um dos maiores incentivadores da instalação da emissora de TV na cidade.
Após ser inaugurada e os primeiros anos de existência, a TV Coroados passou por várias fases, mantendo-se emissora própria da Rede Tupi, exibindo a programação gravada da rede através de viagens de São Paulo e Curitiba para Londrina (pois na época não existia sinal por microonda ou satélite) e pertencia Diários Associados.
A imagem do Canal 3 por ser muito boa era captada bem longe de Londrina. Umas das cidades que recebia sinal, Maringá (mais de 90 quilômetros de estrada de Londrina-Maringá), passou ter repetidora na cidade, através do Canal 6, cobrindo parte oeste do sinal do Canal 3, que também recebiam também o Canal 6 pelo leste.
Após a instalação da retransmissora do Canal 6 de Maringá, foi instalado outra em Nova Esperança, que recebia sinal do Canal 6, para outro canal. Após a instalação da retransmissora de Nova Esperança, foi instalado outra no distrito de Sumaré, no município de Paranavaí, para outro canal. O distrito de Sumaré em Paranavaí ficava a 167 quilômetros de Londrina.
Outras retransmissoras da TV Coroados surgiram ainda mais adiante, porém com precariedade, cobrindo o norte do Paraná, tornando-se a única emissora de TV nas regiões norte e noroeste. Geralmente havia equipamento para retransmitir só um canal, em cada repetidora.
Em 1969, o mesmo sistema de repetidoras realizada pela TV Coroados foi feito pela Rede Excelsior (TV Excelsior, Canal 9 de São Paulo) no final dos anos 60 no norte do Paraná, através da repetidora em Cornélio Procópio, em seguida outra em Apucarana, que levava o sinal com precariedade até Maringá, acabando com o monopólio da TV Coroados na região.
No mesmo ano, surgiu a TV Tibagi, Canal 11 em Apucarana, pertencente ao então governador do Estado, Paulo Pimentel, que tinha em Curitiba a TV Iguaçu. Quando o Canal 9 da Excelsior foi cassada e fechada em 1970, a retransmissão passou a ser da programação da TV Globo. No final dos anos 1960 seu sinal foi repetido até Assis no Estado de São Paulo, por iniciativa de uma família daquela cidade.
Já iniciando os anos 70, a TV Tibagi, até então restrita em Apucarana e região, passou a ser principal concorrente: Com mais investimentos, a programação, o sinal com melhor distribuição a partir de Apucarana (conhecida como a "cidade alta").
Com isso, a TV Tibagi era melhor do que a da TV Coroados, tirando-a da audiência, utilizando o mesmo sistema de repetidoras realizada pelas TVs Coroados e da Excelsior. As retransmissoras de cidades mais distantes passaram a retransmitir a TV Tibagi, reduzindo a área de cobertura da TV Coroados.
Ao mesmo tempo, com o fortalecimento das emissoras locais, que retransmitiam as mesmas programações de rede, receber o sinal direto de São Paulo deixou de ter sentido no norte e noroeste do Paraná.
Em 1973, a TV Coroados foi vendida para o empresário Paulo Pimentel, passando a pertencer ao Grupo Paulo Pimentel e tornando-se afiliada à TV Globo. Em maio de 1976, em meio as perseguições políticas da ditadura militar, que lhe causaram também prejuízos financeiros, Pimentel foi forçado a fazer caixa vendendo a TV Coroados para Oscar Martinez. Durante a troca acionária, entre 26 de abril e 7 de maio a emissora ficou sem retransmitir a programação da Globo de forma temporária. Em 10 de março de 1979, 5 dias antes da criação da então irmã TV Tropical, que levou a afiliação da Globo, o canal passou a exibir uma programação independente à base de filmes. Em outubro de 1979, a emissora é vendida para o Grupo Paranaense de Comunicação e volta a ser afiliada da rede em 2 de novembro. Durante algumas semanas, as duas emissoras retransmitiam a Globo, mas em 1° de dezembro, o canal 7 passou a ser afiliada a Rede Bandeirantes.
Nos anos que se seguiram, através de retransmissoras, o sinal chega a 52 municípios do norte do estado, atingindo a quase 1 milhão e 500 mil telespectadores e que a programação e o telejornais da emissora sofreram várias modificações.
Após esta ocasião, a TV Coroados mudou de nome para RPC TV Coroados e voltou a retransmitir a programação da TV Globo, mantendo-se como líder de audiência desde então.
Em 20 de agosto de 2018, o Paraná TV 1ª e 2ª edições se transformaram em Meio Dia Paraná e Boa Noite Paraná numa forma de se aproximar do telespectador da região.

## Sinal digital
| Canal virtual | Canal digital | Resolução de tela | Programação                                   |
| ------------- | ------------- | ----------------- | --------------------------------------------- |
| 3.1           | 42 UHF        | 1080i             | Programação principal da RPC Londrina / Globo |

Em 25 de fevereiro de 2010, a emissora colocou no ar o sinal digital, a primeira emissora do interior do Paraná.
Em 16 de dezembro de 2013, os telejornais e reportagens produzidos pela RPC Londrina passaram a ser exibidos em HDTV. Sendo a primeira emissora do interior paranaense a realizar tal procedimento.
Transição para o sinal digital
Com base no decreto federal de transição das emissoras de TV brasileiras do sinal analógico para o digital, a RPC Londrina, bem como as outras emissoras de Londrina, cessou suas transmissões pelo canal 03 VHF no dia 28 de novembro de 2018, seguindo o cronograma oficial da ANATEL.

## Programas
Além de retransmitir a programação nacional da TV Globo e estadual da RPC, atualmente a RPC Londrina produz e exibe os seguintes programas:
- Bom Dia Paraná: Telejornal matutino com informações e atualidades do estado;
- Meio Dia Paraná: Telejornal, com Alberto D’Angele;
- Boa Noite Paraná: Boletim informativo durante a programação.

## Retransmissoras
| Cidade                   | Analógico | Digital           | Cidade                 | Analógico | Digital | Cidade                | Analógico | Digital | Cidade            | Analógico | Digital |
| ------------------------ | --------- | ----------------- | ---------------------- | --------- | ------- | --------------------- | --------- | ------- | ----------------- | --------- | ------- |
| Abatiá                   | 09        | -                 | Alvorada do Sul        | 20        | 03 (42) | Andirá                | 10        | -       | Apucarana         | -         | 32 (43) |
| Arapongas                | -         | 03 (42) / 14 (29) | Assaí                  | -         | 03 (42) | Bandeirantes          | 10        | 10 (29) | Barra do Jacaré   | 53        | -       |
| Bela Vista do Paraíso    | -         | 41 (41)           | Cafeara                | 13        | -       | Califórnia            | -         | 32 (43) | Cambará           | 53        | -       |
| Cambé                    | -         | 03 (42)           | Carlópolis             | 09        | 14 (14) | Centenário do Sul     | 13        | 35      | Cornélio Procópio | -         | 16 (43) |
| Florestópolis            | -         | 03 (42)           | Ibiporã                | -         | 03 (42) | Itambaracá            | 10        | -       | Jacarezinho       | -         | 53 (32) |
| Jataizinho               | -         | 03 (42)           | Lupionópolis           | 13        | -       | Marilândia do Sul     | -         | 36 (36) | Mauá da Serra     | -         | 32 (43) |
| Miraselva                | 13 / 20   | 03 (42)           | Nova América da Colina | -         | 16 (43) | Nova Fátima           | 16        | -       | Ortigueira        | 13        | 32 (32) |
| Pitangueiras             | -         | 08 (41)           | Porecatu               | 20        | 03 (42) | Prado Ferreira        | -         | 03 (42) | Primeiro de Maio  | 16        | 03 (42) |
| Ribeirão Claro           | -         | 14 (14)           | Ribeirão do Pinhal     | 09        | -       | Rolândia              | -         | 03 (42) | Santa Mariana     | 10        | 16 (42) |
| Santo Antônio da Platina | 42        | 42 (32)           | Sertanópolis           | -         | 03 (42) | São Jerônimo da Serra | -         | 03 (42) | Tamarana          | -         | 03 (42) |